# Жерминаль

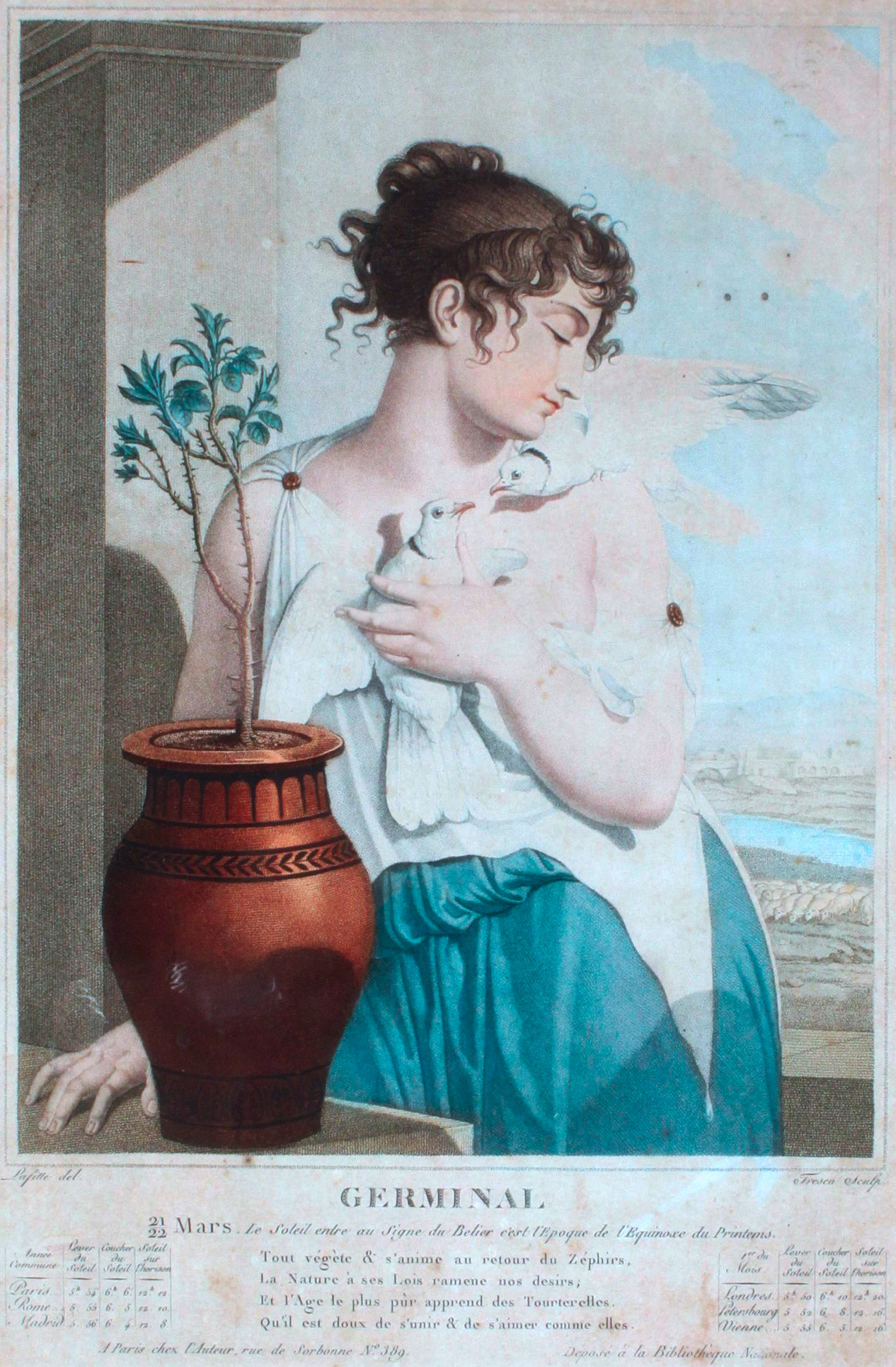
Неизвестный художник. Аллегория, изображающая месяц жерминаль

Жерминаль (фр. germinal, от лат. germen — росток, побег) — 7-й месяц (21/22 марта — 19/20 апреля) французского республиканского календаря, действовавшего с октября 1793 по 1 января 1806 года. Первый весенний месяц.
Как и все месяцы французского революционного календаря, жерминаль содержит тридцать дней и делится на три декады. Вместо традиционных в католицизме святых, каждому дню приписано название сельскохозяйственного растения. Исключением являются пятый (фр. Quintidi) и десятый (фр. Decadi) дни каждой декады. Первому из них приписано название животного, а последнему — название сельскохозяйственного орудия.
| 1. Primevère (первоцвет) 2. Platane (платан) 3. Asperge (спаржа) 4. Tulipe (тюльпан) 5. Poule (курица) 6. Bette (мангольд) 7. Bouleau (берёза) 8. Jonquille (нарцисс-жонкиль) 9. Aulne (ольха) 10. Couvoir (инкубатор) | 11. Pervenche (барвинок) 12. Charme (граб) 13. Morille (сморчок) 14. Hêtre (бук) 15. Abeille (пчела) 16. Laitue (салат) 17. Mélèze (лиственница) 18. Ciguë (вёх, болиголов) 19. Radis (редис) 20. Ruche (улей) | 21. Gainier (иудино дерево) 22. Romaine (римский салат) 23. Marronnier (каштан) 24. Roquette (сурепка) 25. Pigeon (голубь) 26. Lilas (сирень) 27. Anémone (ветреница) 28. Pensée (анютины глазки) 29. Myrtille (черника) 30. Greffoir (прививочный нож) |